# Сеттимо-Виттоне
Сеттимо-Виттоне (итал. Settimo Vittone) — коммуна в Италии, располагается в регионе Пьемонт, в провинции Турин.
Население составляет 1581 человек (2008 г.), плотность населения составляет 69 чел./км². Занимает площадь 23 км². Почтовый индекс — 10010. Телефонный код — 0125.
Покровителем коммуны почитается святой апостол Андрей, празднование 30 ноября.

## Демография
Динамика населения:

## Администрация коммуны
- Официальный сайт: https://web.archive.org/web/20100419021325/http://www.settimovittone.info/